# Ruxanda Agache Miheș
Ruxanda Agache Miheș (n. 15 decembrie 1927 în comuna Viișoara (fostă Băsești), jud. Vaslui) este o pionieră a aviației românești.
Ruxanda Agache Miheș este prima aviatoare română brevetată după cel de-al Doilea Război Mondial. A început să zboare la Clinceni, cu instructorul Nicolae Pelin, în anul 1948. A brevetat direct gradul II, fiind încadrată în aviația civilă. A zburat pentru AVIASAN (fosta „ambulanță aeriană”) salvând numeroase vieți omenești. A zburat pentru Aviația Utilitară, executând misiuni aviochimice și de transport. A cunoscut mari satisfacții dar și clipe grele, fiind nevoită de 17 ori să aterizeze forțat. A zburat peste tot în România, timp de 25 de ani, adica 8620 de ore efectiv la manșă. A pregătit, în calitate de instructor, numeroase promoții de elevi aviatori.